# Groupe de NGC 3311
Le groupe de NGC 3311 comprend au moins 19 galaxies situées dans la constellation de l'Hydre. La distance moyenne entre ce groupe et la Voie lactée est d'environ 59,3 Mpc (∼193 millions d'al).
Le groupe de NGC 3311 fait partie de l'amas de l'Hydre (Abell 1060). L'amas de l'Hydre est l'amas dominant du superamas de l'Hydre-Centaure.

## Membres
Le tableau ci-dessous liste les 19 galaxies du groupe indiquées dans l'article de A.M. Garcia paru en 1993.
| Nom        | Class.        | Type                  | α (J2000.0)   | δ (J2000.0)  | Vitesse radiale (km/s) | m               | Distance (Mpc) | Diamètre (kal) |
| ---------- | ------------- | --------------------- | ------------- | ------------ | ---------------------- | --------------- | -------------- | -------------- |
| IC 2586    | E4            | Elliptique            | 10h 31m 02.4s | -28° 43′ 00″ | 3645 ± 21              | 12,5            | 58,8 ± 4,1     | 213            |
| NGC 3307   | SB0/a(r) pec? | Lenticulaire          | 10h 36m 17.2s | -27° 31′ 47″ | 3781 ± 13              | 13,5            | 60,8 ± 4,3     | 81             |
| NGC 3308   | SAB0^-(s)?    | Lenticulaire          | 10h 36m 22.2s | -27° 26′ 17″ | 3554 ± 3               | 11,9            | 57,5 ± 4,0     | 147            |
| NGC 3311   | E-S0,         | Lenticulaire          | 10h 33m 42.8s | -27° 31′ 42″ | 3825 ± 8               | 11,7            | 61,5 ± 4,3     | 414            |
| NGC 3315   | S0^-?         | Lenticulaire          | 10h 37m 19.2s | -27° 11′ 32″ | 3791 ± 10              | 13,3            | 61,0 ± 4,3     | 106            |
| ESO 436-34 | Sb            | Spirale               | 10h 32m 44.5s | -28° 36′ 36″ | 3624 ± 7               | 11,41           | 58,5 ± 4,1     | 216            |
| ESO 437-13 | S0(5)pec      | Lenticulaire          | 10h 36m 53.9s | -27° 55′ 33″ | 3534 ± 12              | 13,02 ± 0,09    | 57,2 ± 4,0     | 100            |
| ESO 501-25 | SAB0^0^       | Lenticulaire          | 10h 35m 25.0s | -26° 39′ 26″ | 3821 ± 13              | 12,81 ± 0,09    | 61,5 ± 4,3     | 149            |
| ESO 501-53 | Sa?           | Spirale               | 10h 37m 37.9s | -26° 16′ 38″ | 3814 ± 26              | 13,66           | 61,4 ± 4,3     | 85             |
| PGC 31039  | SABa          | Spirale intermédiaire | 10h 31m 14.1s | -28° 39′ 56″ | 3784 ± 45              | 11,765 ± 0,035a | 60,8 ± 4,3     | 49             |
| PGC 31065  | S0            | Lenticulaire          | 10h 31m 33.0s | -28° 38′ 58″ | 3468 ± 45              | 13,051 ± 0,016a | 56,2 ± 4,0     | ?              |
| PGC 31091  | SB(s)0(2)     | Lenticulaire          | 10h 31m 54.6s | -28° 37′ 37″ | 3598 ± 26              | 11,026 ± 0,034a | 58,1 ± 4,1     | 56             |
| PGC 31268  | S0(5)         | Lenticulaire          | 10h 34m 14.4s | -27° 39′ 34″ | 3768 ± 31              | 11,679 ± 0,039a | 60,6 ± 4,3     | 44             |
| PGC 31270  | S             | Spirale               | 10h 34m 16.6s | -28° 34′ 05″ | 3590 ± 11              | 14,76           | 58,0 ± 4,1     | 34             |
| PGC 31289  | ?             | ?                     | ?             | ?            | ?                      | ?               | ?              | ?              |
| PGC 31402  | S0(6)         | Lenticulaire          | 10h 35m 58.1s | -27° 33′ 45″ | 3590 ± 14              | 11,626 ± 0,052a | 58,0 ± 4,1     | 57             |
| PGC 31432  | SB(r)0(1)     | Lenticulaire          | 10h 36m 19.0s | -27° 43′ 17″ | 3550 ± 2               | 12,099 ± 0,072a | 57,4 ± 4,0     | 49             |
| PGC 31510  | E3            | Elliptique            | 10h 37m 00.4s | -26° 19′ 05″ | 3798 ± 38              | 11,990 ± 0,049a | 61,1 ± 4,3     | 48             |
| PGC 31629  | E0            | Elliptique            | 10h 38m 22.6s | -27° 34′ 58″ | 3656 ± 45              | 12,925 ± 0,074a | 59,0 ± 4,2     | 30             |

- aDans le proche infrarouge.

Le site DeepskyLog permet de trouver aisément les constellations des galaxies mentionnées dans ce tableau ou si elles ne s'y trouvent pas, l'outil du site constellation permet de le faire à l'aide des coordonnées de la galaxie. Sauf indication contraire, les données proviennent du site NASA/IPAC.